# Dante Purgatóriuma

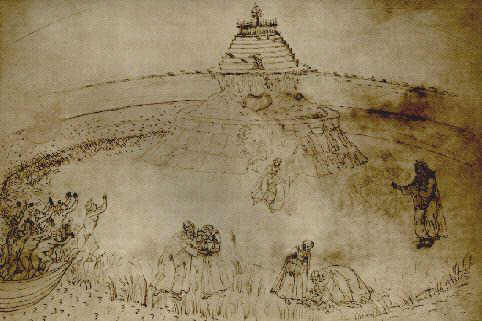
Sandro Botticelli: Purgatórium

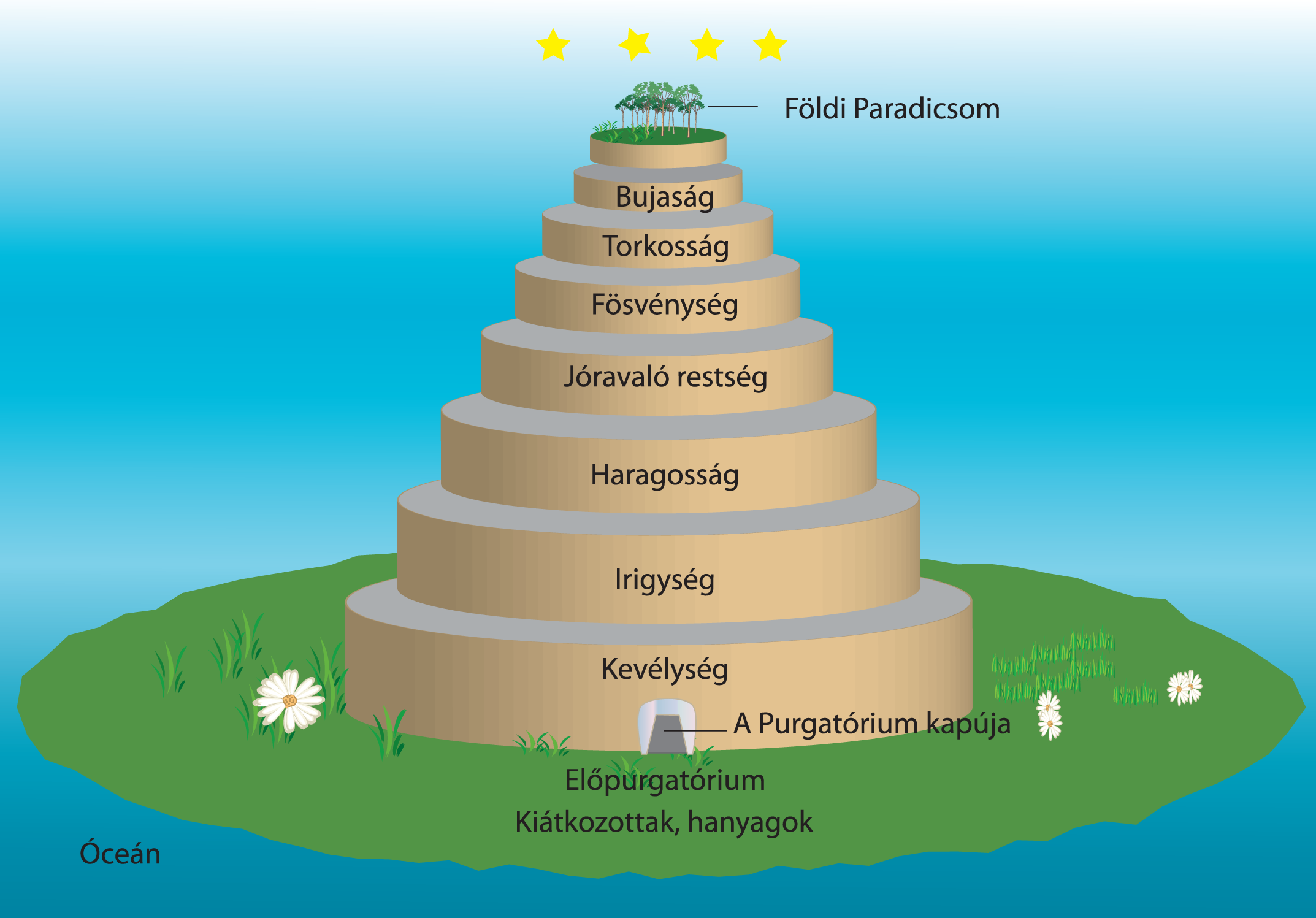
A Dante-féle Purgatórium felépítése (illusztráció)

Dante Purgatóriuma Dante Alighieri Isteni színjátékának második része.
Míg a Pokol a bűnös lelkek büntetésének örök helyszíne, a purgatórium (Tisztítótűz) az a hely, „ahol kitisztul az emberi szellem, s méltóvá lesz, hogy legyen ég lakója.” (Első ének: Az Óceán szigete, 5–6 sor)

## A purgatórium felépítése
A purgatórium a Föld „túlsó” felén – Jeruzsálemre merőlegesen – magasodó csonkakúp alakú hegy, mely hét körből épül fel.
A hegy lábánál, az Előpurgatóriumban a kiátkozottak, a hanyagok – késve megtérők tisztulnak. A hegy hét körében a keresztény erkölcstan hét főbűnétől (kevélység, fösvénység, bujaság, irigység, torkosság, harag, jóra való restség) tisztulnak a lelkek. A csonkakúp tetején a földi Paradicsom található; itt lakott egykor Ádám és Éva. A lelkek zarándoklatként járják meg a purgatórium összes teraszát, hogy útjuk végén bebocsátást nyerjenek a Paradicsomba.
A purgatórium bejáratát az erkölcsi szabadság hőse, Cato őrzi, aki inkább eldobta életét, mintsem rabságba kerüljön.

## Dante útja a purgatóriumban
Miután elhagyták a poklot, 1300. április 10-én, húsvét vasárnapjának reggelén, Dante és Vergilius a déli félteke óceáni szigetére ért, a purgatórium hegyének lábához. E félteke fölött a földi emberek számára ismeretlen csillagképek ragyognak, amelyek közül négy uralkodó csillag világlik ki: a négy sarkalatos erény (igazságosság, mértékletesség, bátorság, bölcsesség) csillagai.

### A purgatórium teraszai
A purgatórium hegyének tövébe érve Dante és Vergilius a purgatórium kapujának angyalától kér engedélyt a bejutáshoz. Az angyal kardjával Dante homlokára hét P (az olasz peccato (bűn) kezdőbetűjét) betűt karcol, mely sebeket „odabenn” kell majd lemosni.
- Első terasz: kevélyek. Mikor Dante és kísérője belép az első teraszra, a boldog vezeklők üdvözlő éneke, a Te Deum (Téged, Isten dicsőítünk) csendül fel. Ezen a teraszon a kevély emberek lelke tisztul, nehéz köveket cipelve a vállukon.
- Második terasz: az irigyek. Az irigy lelkek büntetésképp „vasfonállal” levarrt szemmel – mivel életükben csak a földi javakat látták, vakon esdekelnek a bűnbocsánatért.
- Harmadik terasz: haragosok. A haragosok körét sűrű, csípős füst borítja. Az itt tisztuló lelkek az Agnus Dei (Isten Báránya) imát ismételgetik.
- Negyedik terasz: akik restek voltak jót tenni. A lelkek körbe-körbe rohangálnak, így engesztelve ki egykori restségüket.
- Ötödik terasz: fösvények és kapzsiak. A lelkek mozgásképtelenül fekszenek arccal a föld felé. A kapzsik a kevéssel megelégedés és a bőkezűség példáit kiáltják.
- Hatodik terasz: torkosok. A torkosságért vezeklők étel és ital nélkül töltik napjaikat. A lelkek forrásokon sétálnak keresztül, azonban nem ihatnak.
- Hetedik terasz: buják. A bujaságtól tisztítótűzben szabadulnak meg a lelkek.

A hetedik terasz fölött a földi paradicsom található. Itt találkozik Dante Matildával, a tusciai (toszkánai) őrgrófnővel, aki Beatricéhez vezeti őt.
A földi paradicsom fái életfák, ezek szórják a termékenység magvait, amelyeket azután az égi kör körforgása szétszór az egész Földön.